# Шакен
Шаке́н (каз. Шәкен) — село у складі Казалінського району Кизилординської області Казахстану. Адміністративний центр Шакенського сільського округу.
У радянські часи село називалось Метеорологічна станція Мансир.
Населення — 393 особи (2021; 298 у 2009, 416 у 1999, 407 у 1989).